# Huri Sahin
Huri Sahin (Deventer, 18 februari 1975) is een Nederlands politica en bestuurster van Turkse afkomst. Ze is lid van GroenLinks. Sinds 12 december 2022 is ze burgemeester van het Zuid-Hollandse Rijswijk.

## Maatschappelijke carrière
Sahin begon na het vwo in Leeuwarden een rechtenstudie aan de Rijksuniversiteit Groningen, maar stapte na een jaar over naar Schoevers om daar een opleiding tot juridisch directiesecretaresse te volgen. Daarna werkte zij als secretaresse van de vice-president van de Raad van State, Herman Tjeenk Willink.  
Sahin was projectleider diversiteit bij de Vereniging van Gemeentesecretarissen, projectleider bij Art.1 Midden Nederland, werkzaam voor het Actieprogramma Lokaal Bestuur van de Vereniging Nederlandse Gemeenten en projectleider bij ProDemos. Aan de Universiteit Leiden heeft ze het vak inleiding jeugdrecht gevolgd. Vanaf 1 november 2019 was zij regio-accounthouder (Zuid-Holland) bij het Nationaal Programma Regionale Energiestrategie.
Begin 2021 werd ze benoemd tot voorzitter van het Kinderrechtencollectief. Van 1 juli 2017 tot 1 juli 2025 was zij lid van de Raad voor het Openbaar Bestuur. Op 1 maart 2022 werd ze benoemd tot directeur van Stichting LOKAAL Rotterdam. Op 1 december 2022 is zij gestopt als directeur van Stichting LOKAAL Rotterdam.

## Politieke carrière
In 2002 begon Sahin haar politieke carrière als gemeenteraadslid in Zoetermeer bij de Partij van de Arbeid. Ze bleef in die functie tot en met 2012. In 2009 stapte ze uit de PvdA en werd lid van GroenLinks. Vanaf 2010 was ze fractievoorzitter van GroenLinks in Zoetermeer. In 2014 werd Sahin lijsttrekker gekozen voor de Provinciale Statenverkiezingen in 2015.
Sahin bleef drie jaar lang fractievoorzitter van GroenLinks in de Zuid-Hollandse Provinciale Staten. In 2018 werd Sahin wethouder van ruimtelijke ordening, duurzaamheid en wonen in Oegstgeest namens Progressief Oegstgeest. Na een half jaar stapte ze echter op na onenigheid over de sociale woningbouw. Na de gemeenteraadsverkiezingen van 2022 vormde zij als formateur in Delft een coalitie van STIP, D66, GroenLinks, Partij van de Arbeid en ChristenUnie.

## Burgemeester van Rijswijk
Op 11 oktober 2022 werd Sahin door de gemeenteraad van het Zuid-Hollandse Rijswijk voorgedragen als burgemeester, als eerste Nederlandse burgemeester van Turkse komaf. Op 25 november dat jaar werd bekend dat de ministerraad haar heeft voorgedragen voor benoeming bij koninklijk besluit met ingang van 12 december dat jaar. Op 12 december dat jaar werd zij ook geïnstalleerd en beëdigd. Ze werd er verantwoordelijk voor openbare orde & veiligheid, toezicht & handhaving, coördinatie regionale samenwerking, integriteit, sociaal raadsman, gemeentearchief, juridische zaken, communicatie & externe betrekkingen en personeel & organisatie.
Sahin werd lid van het regionaal bestuurlijk overleg (RBO) van de Regionale Eenheid Den Haag, lid van het district college E Westland-Delft, algemeen bestuurslid van de Veiligheidsregio Haaglanden en de Metropoolregio Rotterdam Den Haag (MRDH), bestuurslid van de Vereniging van Burgemeesters van Zuid-Holland (VBGZH), onafhankelijk voorzitter van het Platform RES Rotterdam Den Haag, lid van de raad van toezicht van de Huisartsenpost Amsterdam, lid van de raad van adviseurs van ProDemos en vicevoorzitter van het Cultuurfonds in Zuid-Holland.
Als burgemeester nam Sahin het voortouw in de bestrijding van femicide en de beveiliging van bedreigde vrouwen nadat er enkele maanden na haar beëdiging een vrouwenmoord plaatsvond.

## Privéleven
Sahin is geboren in Deventer als derde in een gezin van vier kinderen van gastarbeiders uit Adana. Ze groeide op in de Rivierenwijk. Ze is getrouwd en moeder van twee zoons.